# شنا در المپیک تابستانی ۱۹۷۲
شنا یکی از ورزش‌های بازی‌های المپیک تابستانی ۱۹۷۲ بوده که در دو بخش مردان و زنان برگزار شده است.
در مجموع ۵۳۲ شناگر از ۵۲ کشور جهان در این مسابقات شرکت کرده‌اند.

## جدول مدال‌ها
| رتبه            | کشور                      | طلا | نقره | برنز | مجموع |
| --------------- | ------------------------- | --- | ---- | ---- | ----- |
| ۱               | ایالات متحده آمریکا (USA) | ۱۷  | ۱۴   | ۱۲   | ۴۳    |
| ۲               | استرالیا (AUS)            | ۶   | ۲    | ۲    | ۱۰    |
| ۳               | آلمان شرقی (GDR)          | ۲   | ۵    | ۲    | ۹     |
| ۴               | ژاپن (JPN)                | ۲   | ۰    | ۱    | ۳     |
| ۵               | سوئد (SWE)                | ۲   | ۰    | ۰    | ۲     |
| ۶               | اتحاد شوروی (URS)         | ۰   | ۲    | ۳    | ۵     |
| ۷               | کانادا (CAN)              | ۰   | ۲    | ۲    | ۴     |
| ۸               | آلمان غربی (FRG)          | ۰   | ۱    | ۳    | ۴     |
| ۹               | ایتالیا (ITA)             | ۰   | ۱    | ۲    | ۳     |
| ۹               | مجارستان (HUN)            | ۰   | ۱    | ۲    | ۳     |
| ۱۱              | بریتانیای کبیر (GBR)      | ۰   | ۱    | ۰    | ۱     |
| مجموع (۱۱ کشور) | مجموع (۱۱ کشور)           | ۲۹  | ۲۹   | ۲۹   | ۸۷    |

## نتایج

### مردان
| بازی‌ها                 | طلا                                                                              | طلا           | نقره                                                                                  | نقره         | برنز                                                                                  | برنز     |
| ۱۰۰ متر آزاد           | مارک اسپیتز · ایالات متحده آمریکا                                                | 51.22 (WR)    | جری هایدنریک · ایالات متحده آمریکا                                                    | ۵۱٫۶۵        | ولادیمیر بوره · اتحاد شوروی                                                           | ۵۱٫۷۷    |
| ۲۰۰ متر آزاد           | مارک اسپیتز · ایالات متحده آمریکا                                                | 1:52.78 (WR)  | استیو جنتر · ایالات متحده آمریکا                                                      | ۱:۵۳٫۷۳      | ورنر لامپه · آلمان غربی                                                               | ۱:۵۳٫۹۹  |
| ۴۰۰ متر آزاد           | براد کوپر · استرالیا                                                             | 4:00.27 (OR)  | استیو جنتر · ایالات متحده آمریکا                                                      | ۴:۰۱٫۹۴      | تام مک‌برین · ایالات متحده آمریکا                                                      | ۴:۰۲٫۶۴  |
| ۱۵۰۰ متر آزاد          | مایک برتون · ایالات متحده آمریکا                                                 | 15:52.58 (WR) | گراهام ویندیت · استرالیا                                                              | ۱۵:۵۸٫۴۸     | داگ نورث‌وی · ایالات متحده آمریکا                                                      | ۱۶:۰۹٫۲۵ |
| ۱۰۰ متر کرال پشت       | رولند ماتس · آلمان شرقی                                                          | 56.58 (OR)    | مایک استم · ایالات متحده آمریکا                                                       | ۵۷٫۷۰        | جان مورفی · ایالات متحده آمریکا                                                       | ۵۸٫۳۵    |
| ۲۰۰ متر کرال پشت       | رولند ماتس · آلمان شرقی                                                          | 2:02.82 (WR)  | مایک استم · ایالات متحده آمریکا                                                       | ۲:۰۴٫۰۹      | میچ آیوی · ایالات متحده آمریکا                                                        | ۲:۰۴٫۳۳  |
| ۱۰۰ متر قورباغه        | نوبوتاکا تاگوچی · ژاپن                                                           | 1:04.94 (WR)  | تام بروس · ایالات متحده آمریکا                                                        | ۱:۰۵٫۴۳      | جان هنکن · ایالات متحده آمریکا                                                        | ۱:۰۵٫۶۱  |
| ۱۰۰ متر قورباغه        | جان هنکن · ایالات متحده آمریکا                                                   | 2:21.55 (WR)  | دیوید ویلکی · بریتانیای کبیر                                                          | ۲:۲۳٫۶۷      | نوبوتاکا تاگوچی · ژاپن                                                                | ۲:۲۳٫۸۸  |
| ۱۰۰ متر پروانه         | مارک اسپیتز · ایالات متحده آمریکا                                                | 54.27 (WR)    | بروس رابرتسون · کانادا                                                                | ۵۵٫۵۶        | جری هایدنریک · ایالات متحده آمریکا                                                    | ۵۵٫۷۴    |
| ۲۰۰ متر پروانه         | مارک اسپیتز · ایالات متحده آمریکا                                                | 2:00.70 (WR)  | گری هال، اس‌آر. · ایالات متحده آمریکا                                                  | ۲:۰۲٫۸۶      | رابین باکهاوس · ایالات متحده آمریکا                                                   | ۲:۰۳٫۲۳  |
| ۲۰۰ متر مختلط انفرادی  | گونار لارشون · سوئد                                                              | 2:07.17 (WR)  | تیم مک‌کی · ایالات متحده آمریکا                                                        | ۲:۰۸٫۳۷      | استیو فارنیس · ایالات متحده آمریکا                                                    | ۲:۰۸٫۴۵  |
| ۴۰۰ متر مختلط انفرادی  | گونار لارشون · سوئد                                                              | 4:31.98 (OR)  | تیم مک‌کی · ایالات متحده آمریکا                                                        | 4:31.98 (OR) | آندراش هارگیتای · مجارستان                                                            | ۴:۳۲٫۷۰  |
| ۴×۱۰۰ متر آزاد امدادی  | ایالات متحده آمریکا (USA) · دیوید ادگار · جان مورفی · جری هایدنریک · مارک اسپیتز | 3:26.42 (WR)  | اتحاد شوروی (URS) · ولادیمیر بوره · ویکتور مازانوف · ویکتور ابویموف · ایگور گریونیکوف | ۳:۲۹٫۷۲      | آلمان شرقی (GDR) · رولند ماتس · ویلفرید هارتونگ · پیتر بروخ · لاتز اونگر              | ۳:۳۲٫۴۲  |
| ۴×۲۰۰ متر آزاد امدادی  | ایالات متحده آمریکا (USA) · جان کینسلا · فرد تایلر · استیو جنتر · مارک اسپیتز ·  | 7:35.78 (WR)  | آلمان غربی (FRG) · کلاوس اشتاینباخ · ورنر لامپه · هانز ووسلر · هانز فاسناخت           | ۷:۴۱٫۶۹      | اتحاد شوروی (URS) · ایگور گریونیکوف · ویکتور مازانوف · گئورگی کولیکوف · ولادیمیر بوره | ۷:۴۵٫۷۶  |
| ۴×۱۰۰ متر مختلط امدادی | ایالات متحده آمریکا (USA) · مایک استم · تام بروس · مارک اسپیتز · جری هایدنریک    | 3:48.16 (WR)  | آلمان شرقی (GDR) · رولند ماتس · کلاوس کاتزور · هارتموت فلوکنر · لاتز اونگر ·          | ۳:۵۲٫۲۶      | کانادا (CAN) · اریک فیش · بیل ماهونی · بروس رابرتسون · رابرت کاستینگ                  | ۳:۵۳٫۲۶  |

### زنان
| بازی‌ها                 | طلا                                                                             | طلا          | نقره                                                                           | نقره    | برنز                                                                         | برنز    |
| ۱۰۰ متر آزاد           | ساندرا نیلسون · ایالات متحده آمریکا                                             | 58.59 (OR)   | شرلی باباشوف · ایالات متحده آمریکا                                             | ۵۹٫۰۲   | شین گولد · استرالیا                                                          | ۵۹٫۰۶   |
| ۲۰۰ متر آزاد           | شین گولد · استرالیا                                                             | 2:03.56 (WR) | شرلی باباشوف · ایالات متحده آمریکا                                             | ۲:۰۴٫۳۳ | کینا راث‌همر · ایالات متحده آمریکا                                            | ۲:۰۴٫۹۲ |
| ۴۰۰ متر آزاد           | شین گولد · استرالیا                                                             | 4:19.04 (WR) | نوولا کالیگاریس · ایتالیا                                                      | ۴:۲۲٫۴۴ | گردون وگنر · آلمان شرقی                                                      | ۴:۲۳٫۱۱ |
| ۸۰۰ متر آزاد           | کینا راث‌همر · ایالات متحده آمریکا                                               | 8:53.68 (WR) | شین گولد · استرالیا                                                            | ۸:۵۶٫۳۹ | نوولا کالیگاریس · ایتالیا                                                    | ۸:۵۷٫۴۶ |
| ۱۰۰ متر کرال پشت       | ملیسا بلوت · ایالات متحده آمریکا                                                | 1:05.78 (OR) | آندرئا دیارماتی · مجارستان                                                     | ۱:۰۶٫۲۶ | سوزی اتوود · ایالات متحده آمریکا                                             | ۱:۰۶٫۳۴ |
| ۲۰۰ متر کرال پشت       | ملیسا بلوت · ایالات متحده آمریکا                                                | 2:19.19 (WR) | سوزی اتوود · ایالات متحده آمریکا                                               | ۲:۲۰٫۳۸ | دونا گار · کانادا                                                            | ۲:۲۳٫۲۲ |
| ۱۰۰ متر قورباغه        | کتی کار · ایالات متحده آمریکا                                                   | 1:13.58 (WR) | گالینا پروزومنخکیکوا · اتحاد شوروی                                             | ۱:۱۴٫۹۹ | بورلی ویتفیلد · استرالیا                                                     | ۱:۱۵٫۷۳ |
| ۲۰۰ متر قورباغه        | بورلی ویتفیلد · استرالیا                                                        | 2:41.05 (OR) | دینا اسکانفیلد · ایالات متحده آمریکا                                           | ۲:۴۲٫۰۵ | گالینا پروزومنخکیکوا · اتحاد شوروی                                           | ۲:۴۲٫۳۶ |
| ۱۰۰ متر پروانه         | هایومی آئوکی · ژاپن                                                             | 1:03.34 (WR) | روزویتا بایر · آلمان شرقی                                                      | ۱:۰۳٫۶۱ | آندرئا دیارماتی · مجارستان                                                   | ۱:۰۳٫۷۳ |
| ۲۰۰ متر پروانه         | کارن مو · ایالات متحده آمریکا                                                   | 2:15.57 (WR) | لین کوللا · ایالات متحده آمریکا                                                | ۲:۱۶٫۳۴ | الی دنیل · ایالات متحده آمریکا                                               | ۲:۱۶٫۷۴ |
| ۲۰۰ متر مختلط انفرادی  | شین گولد · استرالیا                                                             | 2:23.07 (WR) | کورنلیا اندر · آلمان شرقی                                                      | ۲:۲۳٫۵۹ | لین ویدالی · ایالات متحده آمریکا                                             | ۲:۲۴٫۰۶ |
| ۴۰۰ متر مختلط انفرادی  | گیل نیل · استرالیا                                                              | 5:02.97 (WR) | لسلی کلیف · کانادا                                                             | ۵:۰۳٫۵۷ | نوولا کالیگاریس · ایتالیا                                                    | ۵:۰۳٫۹۹ |
| ۴×۱۰۰ متر آزاد امدادی  | ایالات متحده آمریکا (USA) · شرلی باباشوف · جین بارکمن · جنی کمپ · ساندرا نیلسون | 3:55.19 (WR) | آلمان شرقی (GDR) · آندره‌آ آیفه · کورنلیا اندر · الکه زمیش · گابریله وتسکو      | ۳:۵۵٫۵۵ | آلمان غربی (FRG) · گودرون بکمن · هایدماری راینک · آنگلا اشتاینباخ · یوتا وبر | ۳:۵۷٫۹۳ |
| ۴×۱۰۰ متر مختلط امدادی | ایالات متحده آمریکا (USA) · ملیسا بلوت · کتی کار · دینا دیردورف · ساندرا نیلسون | 4:20.75 (WR) | آلمان شرقی (GDR) · کریستینه هربست · رناته فوگل · روزویتا بایر · کورنلیا اندر · | ۴:۲۴٫۹۱ | آلمان غربی (FRG) · گودرون بکمن · فرنی ابرله · زیلکه پیلن · هایدماری راینک    | ۴:۲۶٫۴۶ |

## کشورهای شرکت‌کننده
- آرژانتین (۴)
- استرالیا (۲۴)
- اتریش (۲)
- بلژیک (۴)
- برزیل (۱۲)
- بلغارستان (۳)
- کامبوج (۴)
- کانادا (۳۸)
- چین تایپه (۳)
- کلمبیا (۴)
- چکسلواکی (۳)
- دانمارک (۶)
- آلمان شرقی (۳۷)
- اکوادور (۱)
- مصر (۲)
- السالوادور (۷)
- فنلاند (۱)
- فرانسه (۱۸)
- بریتانیای کبیر (۳۶)
- یونان (۵)
- هنگ کنگ (۲)
- مجارستان (۱۶)
- ایسلند (۴)
- ایرلند (۷)
- اسرائیل (۱)
- ایتالیا (۲۴)
- جامائیکا (۱)
- ژاپن (۱۵)
- کویت (۲)
- لبنان (۲)
- مالزی (۲)
- مکزیک (۲۲)
- هلند (۱۹)
- نیوزیلند (۶)
- نروژ (۴)
- پرو (۳)
- فیلیپین (۷)
- لهستان (۵)
- رومانی (۳)
- سنگاپور (۳)
- کره جنوبی (۱)
- اتحاد شوروی (۲۶)
- اسپانیا (۹)
- سوئد (۱۵)
- سوئیس (۱۰)
- ترینیداد و توباگو (۱)
- ترکیه (۲)
- ایالات متحده آمریکا (۵۱)
- اروگوئه (۲)
- ونزوئلا (۴)
- آلمان غربی (۴۴)
- یوگسلاوی (۵)